# IC 5160
IC 5160 је спирална галаксија у сазвјежђу Пегаз која се налази на листи објеката дубоког неба у Индекс каталогу.
Деклинација објекта је + 10° 55' 31" а ректасцензија 22h 3m 4,8s. Привидна величина (магнитуда) објекта IC 5160 износи 14,4 а фотографска магнитуда 15,4. IC 5160 је још познат и под ознакама UGC 11884, CGCG 428-18, NPM1G +10.0536, PGC 67929.